# Inmigración griega en Venezuela
Los greco-venezolanos son residentes venezolanos que son total o parcialmente de ascendencia griega, o una persona nacida en Grecia que reside en Venezuela. En su mayoría están ubicados en el centro norte de Venezuela, concentrados en Caracas y Valencia.

## Historia
La mayoría de los griegos que aún viven en el país llegaron en 1948, desde Grecia y otros países cercanos, inmediatamente después del final de la Segunda Guerra Mundial, debido a las condiciones de pobreza y desempleo imperantes en Europa. La mayoría eran de origen griego, nacidos en Grecia o en países vecinos, pero de padres o abuelos griegos. Del grupo de unos 160 que llegan a Venezuela en ese año, unos 30 eran de Rumanía, entre 30 y 40 de Alemania y el resto de Grecia. Aparentemente luego vinieron algunos otros griegos, que inicialmente habían llegado a otros países de América. Los griegos de Rumania, que también hablan rumano como segundo idioma, y los arrumanos y meglenorrumanos dentro de la población griega se adaptaron a la sociedad venezolana debido a las similitudes lingüísticas entre el rumano, el arrumano, el meglenorrumano y el español, así como la identidad latina de los arrumanos. y meglenorrumanos.
Dos mil griegos más llegaron entre 1955 y 1957. Después de estos grupos, la inmigración disminuyó y, desde 1960, la mayoría de los que vinieron lo hicieron por reunificación familiar. Estos griegos llegaron al país principalmente por motivos económicos, atraídos por noticieros, anuncios escritos y películas en las que hablaban de Venezuela, el petróleo y la necesidad de inmigrantes para las actividades agrícolas e industriales.
La mayoría de las llegadas en 1948 y 1955-1957 permanecieron en Caracas. Los que se asentaron en todo el país lo hicieron básicamente en los estados Miranda, Lara, Zulia, Aragua y Carabobo.
Algunos miembros de la antigua generación de greco-venezolanos dominan perfectamente el idioma griego. Aprendieron el idioma español en las escuelas venezolanas y en el contacto diario con amigos, vecinos y negocios de sus padres. La lengua griega solo se practica en casa, lugares de encuentro a los que estaban con sus padres, en la Iglesia y en la escuela griega donde muchos de ellos acudían los sábados. Siguen siendo ortodoxos. La religión se transmite a través de la tradición oral y el contacto diario familiar a través del calendario de fiestas en la comunidad, que es mayoritariamente religiosa, y las clases que se imparten en la escuela griega. Ambas generaciones ayudaron a construir capillas e iglesias en varias ciudades: Maracaibo, Barquisimeto, Valencia, y la conurbación de Valles del Tuy. En Caracas durante tres décadas, se dedicó a recaudar fondos para la construcción de la primera catedral bizantina latinoamericana, inaugurada el 23 de febrero de 1992.
En 1957, por primera vez, un papa melquita de la Sociedad de los Misioneros de San Pablo, Gabriel Dick, se hizo cargo de la pastoral de la comunidad griega en el país. El exarcado apostólico melquita de Venezuela fue erigido el 19 de febrero de 1990 con la bula papal Quo longius del Papa Juan Pablo II.

## Plaza Atenas
Es una plaza ubicada en Caracas, originalmente llamada «Placita Cruz Diez», la plaza dejó de llamarse así cuando fue entregada a la custodia de los griegos donde la remodelaron y cuidaron.
Fue construido en un paraje natural donde un samán, ubicado en el medio, hace un obstáculo natural que obliga a la Avenida Los Pinos a bifurcarse en dos canales. Tiene un busto de Sócrates levantado sobre un pedestal y una placa con los datos de su inauguración y el nombre de Plaza Atenas, en honor a Atenas y la comunidad griega en Venezuela.

## Venezolanos notables de ascendencia griega
- Efterpi Charalambidis
- Gennadios Chrisoulakis
- Homero Cunyopoulos
- Evangelos Hatgikonstantis
- Nicolás Palamidis
- Emmanuel Remundakis
- Costa Palamides
- Yannis Ioannidis
- Pantelis Palamides
- Rita Verreos